# Jean-Louis de Pontevès
Pour les autres membres de la famille, voir Famille de Pontevès.
Jean-Louis de Pontevès-Maubousquet, comte de Tournon, dit le « marquis de Tournon » (il s'intitule comte à partir de son mariage), né le 13 février 1692 à Marseille et mort dans cette même ville le 4 avril 1789, est un officier de marine et aristocrate français des XVIIe et XVIIIe siècles. Issu d'une puissante famille de la noblesse provençale, il commence sa carrière au service du Roi, dans le corps des galères, puis dans celui des vaisseaux. Chef d'escadre des armées navales en 1761, il termine sa carrière avec le rang de Lieutenant général des armées navales ad honores (1772).

## Biographie

### Origines et famille
Jean-Louis de Pontevès descend de la famille de Pontevès, l'une des plus anciennes et des plus illustres maisons de la noblesse de Provence, issue des d'Agoult. Sa filiation est connue jusqu'à Foulques de Pontevès (1215-1260), sixième enfant d'Isnard II d'Agoult d'Entrevennes et de Douceline de Pontevès. 
Il est le fils de Lazarin de Pontevès-Maubousquet, marquis de Pontevès, chef d'escadre des galères du Roy, et d'Anne d'Agoult d'Ollières, fille de Balthazar d'Agoult, seigneur d'Ollières et de Louise de Gueyrard. Ses parents se marient à Marseille en 1676, où son père est en poste à l'arsenal des galères. De cette union naissent sept enfants :
- Jeanne-Françoise de Pontevès (ca 1678-), mariée le 19 novembre 1694 avec Gaspard Bruno de Foresta, marquis de La Roquette ;
- Melchior-Lazare de Pontevès, marquis de Pontevès-Maubousquet (1685-ca 1740) ;
- François de Pontevès, mort à Marseille le 2 novembre 1693 ;
- Alphonse-Alexandre de Pontevès, né à Marseille le 13 janvier 1688, reçu de minorité, le 13 janvier 1700[4], dans l'ordre de Saint-Jean de Jérusalem mais ne fera jamais ses caravanes et ne prononcera jamais ses vœux de frère-chevalier de l'Ordre, mort le 25 décembre 1758 ;
- Jean-Louis de Pontevès, reçu de minorité dans l'ordre de Saint-Jean de Jérusalem en 1708[5] mais ne fera jamais ses caravanes et ne prononcera jamais ses vœux de frère-chevalier de l'Ordre[1] ce qui lui permettra de se marier en 1725 ;
- Alphan de Pontevès (†1758) ;
- Anne-Marguerite de Pontevès, morte jeune.

### Carrière dans la Marine du roi
Il devint successivement sous-lieutenant des galères le 24 février 1708, lieutenant le 18 mars 1725. Il est reçu chevalier de Saint-Louis le 20 janvier 1727, et nommé capitaine de galères, commandant La Brave, le 8 septembre 1733. En outre, il fait bénéficier ses propres neveux des protections dont il jouit grâce à son épouse : le fils aîné de son frère est reçu page du roi le 1er janvier 1731, puis admis aux gardes de l'étendard à Marseille le 20 avril. 
À la dissolution du corps des galères, il passe dans le corps des vaisseaux. Il reçoit une commission de capitaine de vaisseau le 1er janvier 1749. Il se distingue dans les campagnes de 1747 contre les Anglais et de 1749 contre les corsaires de Barbarie. À partir de 1750, il quitte sur les registres des « soldes et revues » de Toulon son nom de « comte de Tournon », pour le remplacer par celui de marquis de Tournon-Pontevès. Le 1er mai 1751, il s'absente de Toulon, obtenant le 4 mai suivant un congé.
Promu chef d'escadre le 1er janvier 1761, il reçoit une pension de 1 500 livres sur l'ordre de Saint-Louis le 15 août 1768. Il est élevé au rang de Lieutenant général des armées navales ad honores le 18 février 1772.
Le 19 février 1789, venant d'avoir 97 ans, le 13 février, il écrit encore : « J'ai l'honneur de vous adresser mon certificat de vie et de vous supplier en même temps d'ordonner qu'on m'envoie l'ordonnance de ma pension de 1 500 livres sur l'ordre de Saint-Louis pour l'année 1788 et le blanc de quittance pour le trésorier afin que j'en puisse recevoir le paiement qui m'est bien nécessaire en raison de mon grand âge ». Pontevès-Tournon, qui va mourir le 4 avril suivant, signe difficilement ce billet, en son domicile de la rue du Paradis, paroisse Saint-Férréol à Marseille. Il y joint son acte de baptême, célébré le 14 février 1692, lendemain de sa naissance, en la paroisse Saint-Martin de Marseille, par lequel il atteste qu'il est presque centenaire.
Il laisse la réputation d'un des marins les plus consommés de son temps. Il est inhumé dans la chapelle de sa famille en l'église des Révérends Pères Capucins de cette même ville.

## Mariage et vie privée
Le comte de Tournon n'est pas un provincial effrayé par le libertinage qui sévit dans sa belle-famille, lui-même connaît en Provence « les dérèglements de madame de Pontevès » dont l'intendant de Provence informera le comte de Saint-Florentin ; ils « sont notoires et publics ; et subsistent depuis plusieurs années avec un grand scandale. »
Il n'eut pas d'enfants de son mariage avec Marie-Yolande de La Baume Le Blanc de la Vallière, sœur du duc de la Vallière, et veuve de Michel-Louis-Charles du Mas, marquis de Brossay, qu'il avait épousée en janvier 1725 et qui meurt à Paris, en mars 1743, âgée de soixante-six ans.
À la fin de sa vie, le comte de Tournon-Pontevès peut constater le regain de vitalité de sa famille, qui, un moment appauvrie comme les Pontevès-Giens au milieu du XVIIe siècle, est en train, à la veille de la Révolution, de vivre à nouveau en conformité avec l'illustration de sa naissance : en 1777, l'aîné de ses petits-neveux se marie à Versailles ; Louis XVI et Marie-Antoinette signent le contrat. Le second de ses petits-neveux, l'abbé de Pontevès, est aumônier du roi.

### Sources et bibliographie
- Louis Pierre d'Hozier, Armorial général, ou Registres de la noblesse de France, Paris, Firmin Didot et Cie, 1865 (lire en ligne), p. 64
- François-Alexandre de La Chenaye-Aubert, Dictionnaire généalogique, héraldique, chronologique et historique, contenant l'origine et l'état actuel des premières Maisons de France, des maisons souveraines & principales de l'Europe… les familles nobles du royaume, chez Duchesne, 1761, 1548 p. (lire en ligne), p. 166
- Michel Vergé-Franceschi, « La marine royale en 1715 », Revue historique, Paris, vol. 273,‎ 1985, p. 140 (lire en ligne)
- Michel Vergé-Franceschi, Les Officiers généraux de la Marine royale : 1715-1774, Librairie de l'Inde, 1990, 3008 p.